# Nitbus

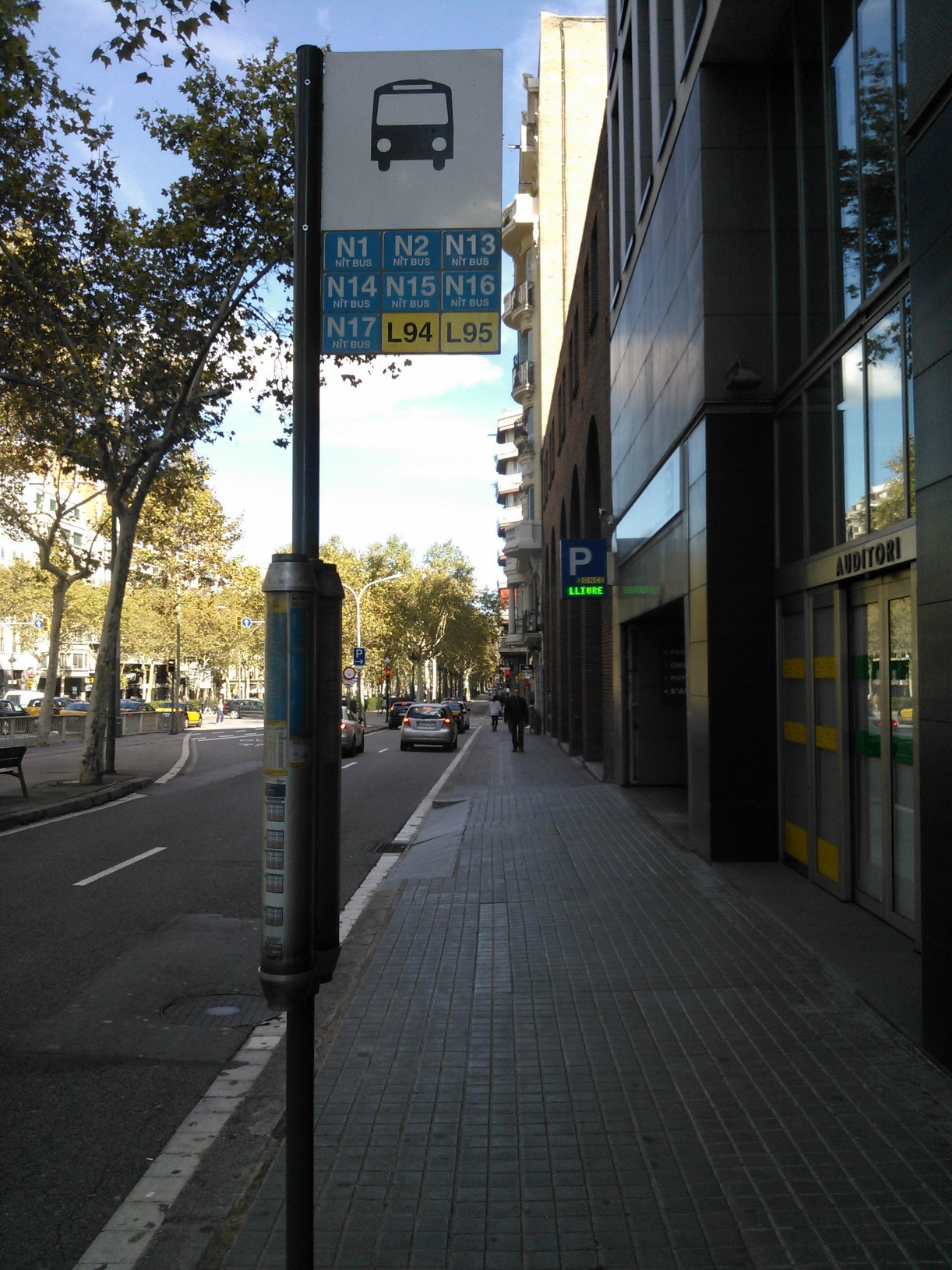
Parada de autobús en la Gran Vía de las Cortes Catalanas de Barcelona donde efectúan parada 7 líneas de autobús nocturno.

Nitbus es el nombre de la red nocturna de autobuses metropolitanos de Barcelona. Actualmente hay 24 líneas (de la N0 a la N20 salteando a la N23, y de la N24 a la N28), operadas por dos empresas diferentes: Tusgsal y Avanza.
Los autobuses que forman parte de la flota del Nitbus operan entre las 22:20 y las 6:00 (dependiendo de la línea; cada una se rige mediante horarios diferentes), con una frecuencia de 3 autobuses por hora (esto es, una frecuencia de 20 minutos).
Como curiosidad; todas las líneas de Nitbus tienen parada en la plaza de Cataluña, así que es posible hacer transbordo a cualquier línea. Las lineas que no cumple con esta norma es la N0, que rodea la plaza de Cataluña en un círculo, de manera que también es posible enlazar con cualquiera de las otras líneas, y la N19, con su final en la estación de Cercanías del Prat de Llobregat conectando otras líneas en el sur de Barcelona.

## Líneas
| Línea | Origen/destino                                                            | Ciudades abastecidas                                                                                    |
| ----- | ------------------------------------------------------------------------- | --- |
| N0    | Circular                                                                  | Barcelona                                                                                               |
| N1    | Zona Franca (Mercabarna) <-> Roquetes (Aiguablava)                        | Barcelona                                                                                               |
| N2    | Hospitalet de Llobregat (Av. Carrilet) <-> Badalona (Vía Augusta)         | Hospitalet de Ll., Barcelona, S. Adrián, Sta. Coloma de G. y Badalona                                   |
| N3    | Collblanc (Camí Torre Melina) <-> Moncada y Reixach (Pl. España)          | Hospitalet de Ll., Barcelona y Moncada y R.                                                             |
| N4    | Carmelo (Gran Vista) <-> Vía Favencia (Metro Canyelles)                   | Barcelona                                                                                               |
| N5    | Carmelo (Gran Vista) <-> Pl. Cataluña (El Corte Inglés)                   | Barcelona                                                                                               |
| N6    | Sta. Coloma de G. (Oliveras) <-> Roquetas (Mina de la Ciudad)             | Barcelona, S. Adrián, Sta. Coloma de G. y Badalona                                                      |
| N7    | Pl. Levante (Fórum 2004) <-> Pl. Pedralbes                                | Barcelona                                                                                               |
| N8    | Can Caralleu <-> Sta. Coloma de G. (Can Franquesa)                        | Barcelona y Sta. Coloma de G.                                                                           |
| N9    | Pl. Portal de la Paz <-> Tiana (Edith Llaurador)                          | Barcelona, Sta. Coloma de G., Badalona, Montgat y Tiana                                                 |
| N10   | Sarria (pº. Bonanova) <-> Vallvidrera                                     | Barcelona                                                                                               |
| N11   | Pl. Cataluña (FNAC) <-> Badalona (Hospital de Can Ruti)                   | Barcelona, Sta. Coloma de G. y Badalona                                                                 |
| N12   | Pg. Colom <-> Ctra. Laureà Mirò                                           | Barcelona, Esplugas de Ll., San Justo Desvern, San Juan D. y San Feliu de Ll.                           |
| N13   | Pl. Urquinaona <-> Parc Sanitari Sant Joan de Déu                         | Barcelona, Hospitalet de Ll., Cornellá y San Baudilio                                                   |
| N14   | Rda. Universidad - Pl. Cataluña <-> Santiago Rusiñol - Doctor Trueta      | Barcelona, Hospitalet de Ll., Esplugas de Ll., Cornellá, San Baudilio, Viladecans, Gavá y Castelldefels |
| N15   | Pg. Colom - Cap. General <-> Torreblanca - Av. Generalitat                | Barcelona, Hospitalet de Ll., Esplugas de Ll., Cornellá y San Juan D.                                   |
| N16   | Rda. Universidad - Pl. Cataluña <-> Av. dels Eucaliptus - Av. de Bellamar | Barcelona, Hospitalet de Ll., El Prat de Ll., San Baudilio, Viladecans, Gavá y Castelldefels            |
| N17   | Ronda Universidad - Pl. de Cataluña <-> Terminal Aeropuerto T1            | Barcelona, Hospitalet de Ll. y El Prat de Ll.                                                           |
| N18   | Ronda Universidad - Pl. de Cataluña <-> Terminal Aeropuerto T1            | Barcelona, Hospitalet de Ll. y El Prat de Ll.                                                           |
| N19   | Estación del Prat <-> Pº del Pitort                                       | El Prat de Ll., San Baudilio, Viladecans, Gavá y Castelldefels                                          |
| N20   | Pl. Urquinaona <-> Parc Sanitari Sant Joan de Déu (Exprés)                | Barcelona, Hospitalet de Ll., San Baudilio,                                                             |
| N23   | Estación de Sants <-> Montcada i Reixac (Montcada Nova)                   | Barcelona, Sta. Coloma de G., Montcada i Reixach                                                        |
| N24   | La Barceloneta <-> Les Roquetes                                           | Barcelona                                                                                               |
| N28   | Metro Ernest Lluch <-> Diagonal - Pl. Llevant                             | Barcelona, Sta. Coloma de G.                                                                            |

Otras líneas operadas por diferentes empresas (lista incompleta):
- N60 Barcelona-Tarrasa (noches de los viernes y sábados) (Sarbus)
- N62 Sant Cugat-Barcelona (Sarbus)
- N65 Sabadell-Barcelona (Sarbus)
- N70 Caldes-Barcelona (Sagalés)
- N71 Granollers-Mollet-Barcelona(Sagalés)
- N72 La Garriga-Granollers-Barcelona (Sagalés)
- N73 St. Celoni-Granollers-Barcelona (Sagalés)
N-72 y N-73 a partir de Granollers circula por autopista

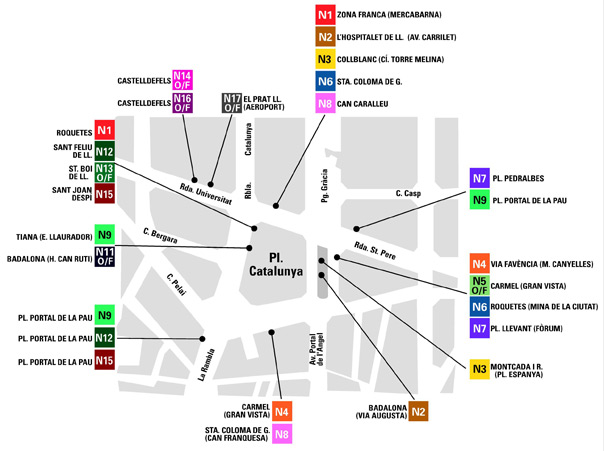
Paradas de Nitbus en la plaza de Cataluña

## Enlaces
- Web oficial del Nitbus

- Datos: Q19713112